# Pteris mucronulata
Pteris mucronulata är en kantbräkenväxtart som beskrevs av Edwin Bingham Copeland. Pteris mucronulata ingår i släktet Pteris och familjen Pteridaceae. Inga underarter finns listade.